# Vuelo 103 de Ryan Air Service
El Vuelo 103 de Ryan Air Service fue un vuelo nacional desde el aeropuerto de Kodiak al aeropuerto de Homer, en Alaska. El 23 de noviembre de 1987, el Beechcraft 1900C que operaba el vuelo, se estrelló cerca de la pista del aeropuerto de Homer mientras se aproximaba para aterrizar, 18 de las 21 personas a bordo fallecieron.

## Aeronave y tripulación
La aeronave involucrada en el accidente era un Beechcraft 1900C, con matrícula N401RA, y fabricado en 1986 para luego ser entregado a Ryan Air Service.
El capitán era Robert Deliman Jr., de 26 años, quien se unió a Ryan Air Services en 1984, contaba con un total de 7087 horas de vuelo, de las cuales 4420 en el Beechcraft 1900. 
El primer oficial era Gareth Stoltzfus, de 40 años, quien había sido contratado por Ryan Air Services en 1986, contaba con un total de 10532 horas de vuelo, de las cuales 300 en el Beechcraft 1900. Había 19 pasajeros a bordo, 17 de Alaska y dos de Wisconsin, muchos de ellos eran cazadores que regresaban de cazar ciervos en la isla Kodiak.

## Accidente
A las 5:42 pm hora local, el Beechcraft 1900 despegó completamente cargado, con 19 pasajeros a bordo y 651 kg de carga, desde la pista 07 en el Aeropuerto de Kodiak con rumbo al Aeropuerto de Homer. El avión tuvo dificultades para despegar y tuvo que acelerar a 15 nudos sobre la velocidad V1 para lograr despegar de la pista. El crucero transcurrió sin incidentes. A las 6:19 pm hora local el vuelo 103 fue autorizado a aterrizar después de una aproximación DME, después de que un avión precedente cancelara una aproximación instrumental. A las 6:25 pm la torre del Aeropuerto Homer recibió una señal Mayday del avión. Los testigos en tierra informaron que el vuelo 103 no estaba en condiciones normales durante la aproximación. Cuando el avión estaba a unos 24 m de la pista sus alas rodaron hacia adelante y hacia atrás, y el avión comenzó a caer abruptamente hacia el suelo. El vuelo 103 impactó el terreno en una actitud plana, golpeó una valla perimetral del aeropuerto, se deslizó sobre su panza durante unos metros y luego se detuvo. Inicialmente, de las 21 personas a bordo, el capitán y 13 pasajeros fallecieron, pero el primer oficial y un pasajero fallecieron mientras eran trasladados a hospitales. Otros dos pasajeros fallecieron al día siguiente en Anchorage. Finalmente, tres pasajeros sobrevivieron. La causa de todas las muertes fue la fuerza contundente del impacto.

## Investigación
La investigación estuvo a cargo de la Junta Nacional de Seguridad en el Transporte. Los investigadores descubrieron que el avión llevaba 30 kg más de la carga solicitada por los pilotos. La extensión de los flaps durante el aterrizaje provocó la pérdida de control, debido a que el centro de gravedad se desplazó demasiado hacia atrás. La formación de hielo, presente en el avión, no provocó la entrada en pérdida, sino que la aceleró. El informe final indicó que la causa del accidente fue una carga inadecuada, causada por la falta de supervisión de la tripulación, que provocó la pérdida de control en la configuración de aterrizaje. Todas las recomendaciones de la NTSB tras el accidente se centraron en la configuración interna de la aeronave, lo que contribuyó en gran medida a las muertes.